# 張皇后 (南梁)
张皇后，南梁豫章王萧栋的皇后。萧栋为昭明太子萧统之孙，豫章王萧欢之子。
551年，侯景之乱，侯景废梁简文帝，立萧栋为皇帝，豫章王妃张氏为皇后，改元天正。两个半月后，侯景废黜萧栋为淮阴王，张氏为淮阴王妃，并自立为汉皇帝，并将萧栋与其弟萧桥、萧樛囚于密室之中。梁元帝收复建业后，萧栋与其弟都逃出密室，但之后却被梁元帝派人将其沉入水中杀害，张氏下落不明。
因为梁武帝和梁简文帝的皇后都去世在丈夫即位之前，所以张氏是梁朝第一个在世的皇后。
| 前任者： 南朝齐皇后王蕣华 | 南朝梁皇后 551年 | 繼任者： 王皇后 (梁敬帝) |
| 前任者： 南朝齐皇后王蕣华 | 南朝梁皇后 551年 | 繼任者： 王皇后 (梁宣帝) |